# Histoire du kayak-polo

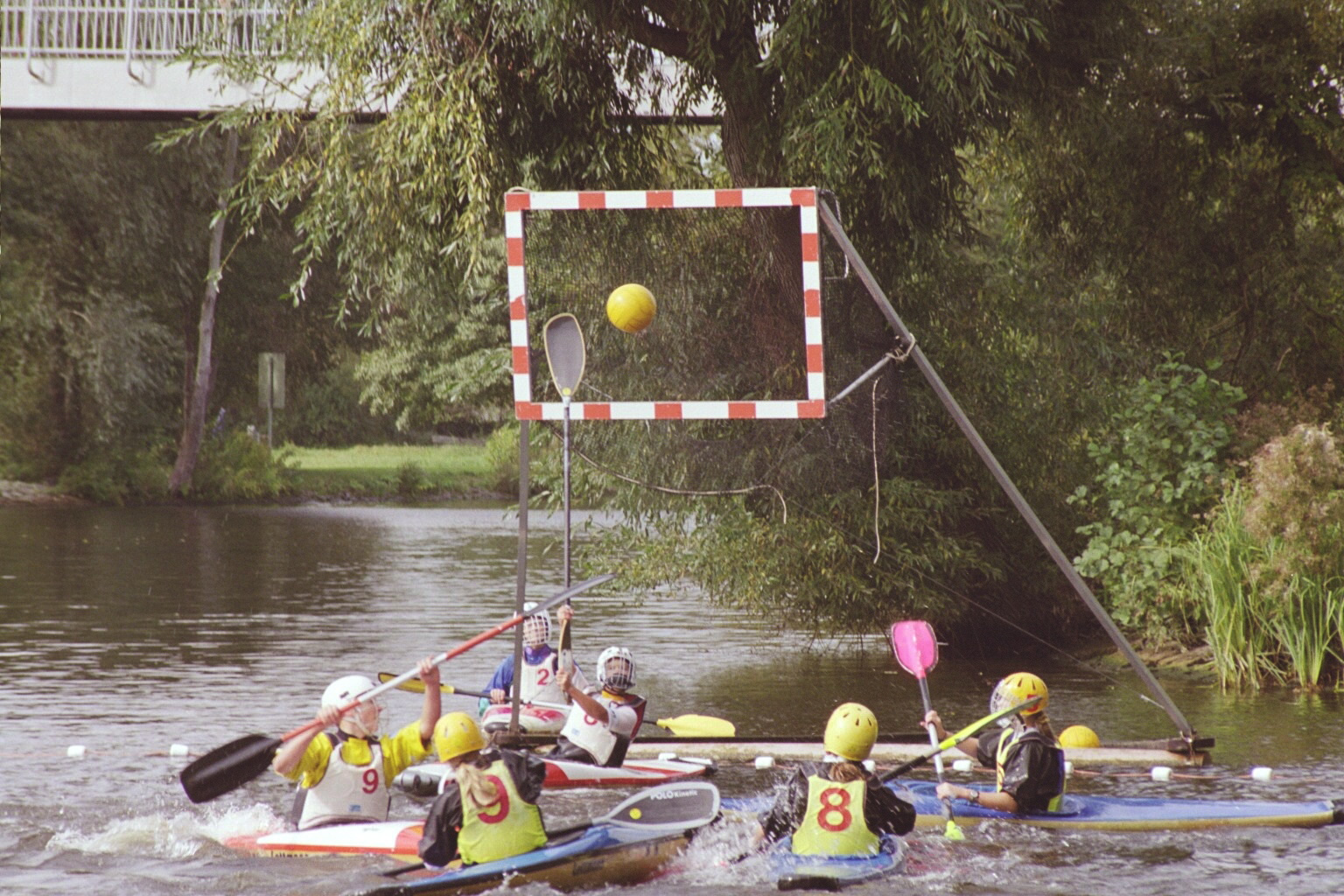
Kayak-polo

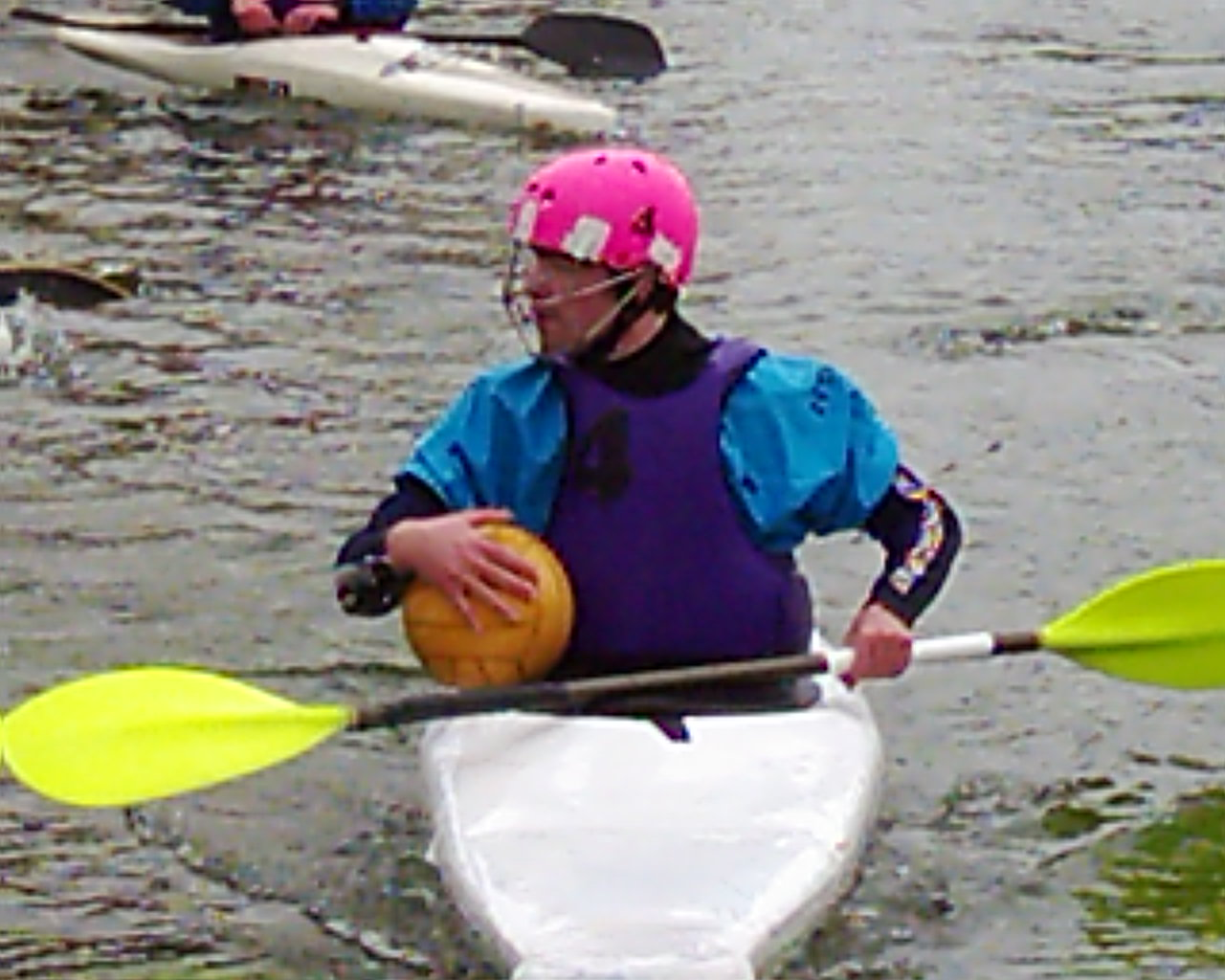
Un joueur de kayak-polo

 (novembre 2008).
Cet article résume l'histoire du kayak-polo.
Le kayak-polo est un sport collectif où deux équipes de cinq joueurs en kayak s'affrontent avec un ballon sur un plan d'eau rectangulaire pendant deux mi-temps de dix minutes. L'équipe gagnante est celle qui a inscrit le plus grand nombre de buts. Ce sport est un mélange de kayak, de handball et de water-polo.

## La naissance du kayak-balle
C’est en remontant en 1880, en Écosse, que l’on retrouve la trace d’un jeu populaire auquel on peut apparenter directement le kayak balle, connu actuellement sous la dénomination de kayak-polo.
Ce jeu, qui mettait en scène des « cavaliers » chevauchant des tonneaux et manœuvrant leurs très instables embarcations à l’aide de « palettes » fixées aux deux extrémités d’un manche, est reconnu officiellement comme l’ancêtre du water polo. En effet, les « montures » étaient tellement instables, que les joueurs finissaient par renoncer à les chevaucher, et terminaient le plus souvent la partie dans l’eau. Cependant, on peut croire, sans vouloir engager de polémique partisane, que ce jeu, très prisé lors des fêtes nautiques des villages, trouve une filiation plus logique avec le kayak polo, puisqu’il met en évidence l’utilisation d’un véhiculant nautique, et surtout l’existence d’une « pagaie », si archaïque fut elle, symbole même de l’appartenance au monde du canoë-kayak.
En matière de nouvelles pratiques, les innovations sont souvent le fruit d’un emprunt à des activités déjà existantes, d’actions, d’attitudes, de comportements ou de techniques. Ces « modèles », confirmés par des pratiques corporelles populaires, souvent ancestrales mettant en évidence un impact sur l’imaginaire des pratiquants et traduisant le plus souvent une volonté de valorisation, servent de supports à une parodie de pratiques sportives ou ludiques.
L’exemple montré ici de ces manifestations de "Tonneaux-Chevaux " démontre bien le symbolisme équestre de ces rencontres, et la transposition, pour les classes populaires (sans moyens) de pratiques physiques, donc sociales, d’une certaine élite.
(Le polo à cheval étant le cycle d’activités telles : le polo-vélo, le moto-ball, le horse-ball, le kayak polo, etc.)

## Les premiers pas du kayak-balle en France
S’il semble incontestable que le kayak-balle trouve ses racines en Grande-Bretagne, comme d’ailleurs beaucoup d’autres activités sportives, il n’en est pas moins vrai que son développement outre-Manche semble avoir subi les oscillations perverses de la société britannique. Les sources que nous possédons ne nous permettent pas de juger d’une continuité réelle de cette pratique, et la très bien organisée British Canoe Union, équivalent pour le Royaume-Uni de la FFCK (Fédération française de canoë-kayak), ne donne des traces d’un championnat de « Canoë Polo » (puisque le terme "kayak" n’existe pas en anglais...) qu’au début des années 1970.
En France, certaines traces, au contraire, nous relatent l’existence de manifestations. La première remonterait le 23 juin 1929, à Chalifert (77 – Seine-et-Marne), où, lors de la réunion nautique du Canoë Club de France, structure mère de la FFCK, Monsieur Jaubert dirigea une compétition par équipe de "repêchage de balles en canoë".
Cette manifestation traduit bien l’ambiance au sein des sociétés nautiques de canoës et de kayaks, qui organisaient régulièrement ces réunions festives. La vie associative, plus riche parce que moins dispersée, de cette époque permettait l’organisation de ces fêtes nautiques. De plus, les moyens de locomotion encore peu popularisés, ne permettaient que peu de sorties sur les rivières ou autres sites de pratiques.
Par la suite, un véritable règlement du « Canoe Ball » fut imprimé dans la revue La rivière en 1935. Ce dernier est réalisé par : « un groupe d’experts composés en parties égales de joueurs et d’arbitres de rugby et de fervents du water-polo, tous bons pagayeurs par surcroît… ».
Les auteurs tenaient cependant à préciser leurs intentions : « Loin de nous, bien entendu, l’idée de créer des compétitions, moins encore une fédération de « Canoe Ball », il s’agit simplement, précisons le bien, de permettre aux pagayeurs désireux de varier leur entrainement ou, un jour de fête ou de réunion, de mesurer leur adresse, de n’avoir point à recréer à chaque partie une règle du jeu. »
Il est à noter, déjà, combien le mot même de « Compétition », semble prendre un goût amer dans la bouche de ces « idéalistes de la pagaie, fervents défenseurs d’une pratique naturelle ». La conception de l’activité Canoë-kayak, du moins celle de la "Voix officielle" issue du mensuel La Rivière, ne pouvait accepter aucun compromis laissant supposer une quelconque ouverture vers une pratique sportive.
Et pourtant, le fait même de proposer un règlement, en 13 points, du « Canoe Ball », était déjà, à l’évidence, un début de structuration de l’activité, qui devait déboucher un jour sur des matchs "officiels".
À la lecture de ce règlement, on peut cependant quelques points peu précis démontrant la volonté affirmée de ne pas imposer un carcan règlementaire à ce jeu : longueur du terrain 60 à 100 m, largeur : celle des rives, équipes de 3 à 4 ou 5 bateaux, ainsi que des règles floues concernant les fautes et l’arbitrage...
Si le règlement de 1935 semble bien montrer la volonté des joueurs de l’époque, de conserver ce jeu dans une pratique festive, il en va tout autrement pour le règlement qui vit le jour en 1943 sous la plume de Marcel Stibbe.
Entretemps, le C.C.F était devenu le K.C.F et le « Canoe Ball », le « Kayak Ball ». Ce changement, plus qu’un simple sigle, dénote de la prédominance maintenant assise du Kayak sur le Canoë.

## Du Kayak-balle… au Kayak Ball
Pour la première fois également, on note une réelle volonté de proposer pour cette activité un règlement construit autour de la logique : -comportement de jeu – règles – sanctions.
Les règles proposées sont également beaucoup plus précises (trois arbitres, terrain 80mx35m, maintenant de la balle, matériel, règle du hors jeu, etc.)
Cependant, une fois de plus, on constate que de nombreux points préliminaires démontrent la volonté affichée de faire de cette activité ludique, préparatoire aux descentes de rivières très prisées à l’époque.
Marcel Stibbe introduit le document de la manière suivante :
« Le KAYAK BALL n’est pas seulement un jeu qui exige d’excellentes qualités athlétiques et une grande virtuosité dans le maniement de la pagaie, mais c’est surtout un entraînement et une merveilleuse école pour le candidat aux descentes sportives, but visé par tout kayakiste. De même que pour devenir un bon joueur de polo, il faut avant tout, être excellent cavalier, de même ne peut devenir un bon kayak-baller que celui qui sait parfaitement manœuvrer un kayak. »
« Or dans la plupart des cas, les rivières sportives sont éloignées des centres où résident les propriétaires d’un kayak et ceux-ci doivent se contenter d’évoluer sur des rivières généralement calmes où les manœuvres de propulsion et de direction restent dans le cadre le plus élémentaire. »
« Il fallait donc trouver quelque chose de divertissant et d’éducatif à la fois, c’est ainsi qu’est né le kayak ball. Sa pratique donne à ses joueurs l’occasion d’accomplir des manœuvres leur demandant de se dépenser en se distrayant. Une balle à manipuler et un adversaire à vaincre, qu’y a-t-il de plus tentant pour l’homme, qui d’instinct, aime jouer et combattre ? Ainsi le joueur rompu à toutes les finesses de la pagaie par des matchs et surtout un entraînement suivi peut-il affronter n’importe quelle rivière aussi torrentueuse soit-elle, il sera maître de son embarcation et pourra donc pratiquer le tourisme nautique sportif sans risque ni danger… »
La lecture de ce texte montre bien l’état d’esprit dans lequel les kayakistes de l’époque évoluaient. Le "but de tout kayakiste" était la descente de rivière sportive. Conception hédonique de la pratique corporelle où seul le plaisir de l’eau vive, du corps, des yeux était important. Ceci correspond d’ailleurs avec la création dans les années 1930 du G.H.R. (Groupe de Haute Rivière), issu de la polémique entre les adeptes de la randonnée et ceux des "premières" en rivière sportive
Ces derniers se plaisaient à affronter les obstacles de plus en plus difficiles. Sans doute trop contraints par la politique du moment qui régnait au sein du Canoë Club de France, ils fondèrent le groupe autonome du G.H.R, qui disparaitra en 1954 lorsque la majorité des rivières auront été "ouvertes". Ces personnes vivaient sinon une "compétition" du moins une "émulation" permanente par des entraînements et du matériel sophistiqué, à l’inverse des adeptes de la randonnée nautique.
Les rivières, éloignées des centres où les pratiquants du canoë-kayak étaient les plus nombreux, étaient difficilement accessibles, les moyens de locomotion individuels (pour emmener son bateau...) étant peu répandus. C’est donc logiquement que l’on recherchait des activités d’entrainement "divertissantes" et "éducatives".
Cette période trouble avait resserré les liens associatifs au sein des clubs de canoë-kayak. Les quelques années qui suivirent, en raison des difficultés économiques d’après-guerre, continuèrent de voir différentes manifestations de Kayak Ball se développer dans différentes régions de France. Les ressources documentaires manquent malheureusement pour cette période, mais quelques anciens témoignent encore.
Adolphe Tesnières relate des matchs de Kayak Ball qui se déroulèrent en 1947 vers Périgueux (Dordogne); Daniel Bonigal se souvient également de compétitions regroupant plusieurs équipes venues de régions diverses (Paris, La Ferté Bernard) en 1948 sur le canal de la petite Marne en région parisienne.
Ces quelques souvenirs ne nous permettent cependant pas d’affirmer que de réels championnats de Kayak Ball étaient organisés. Il semble, tout comme par le passé, que ces rencontres donnaient lieu à des fêtes locales, et qu’aucune autorité ne maîtrisait l’organisation nationale de ces manifestations ludiques.
Un phénomène, dont on peut retrouver la trace dans la revue mensuelle du CCF dès 1947, allait pourtant modifier les comportements associatifs : l’autorisation de la pratique de compétitions pour les adeptes de l’eau vive (la course en ligne étant inscrite au programme des jeux olympiques dès 1936...)
Dans un article intitulé : "Canoë et compétition", Jean-Jacques Languepin écrivait :
« …jusqu’à une époque relativement récente, nous avions considéré le canoë non comme une fin mais comme un moyen, merveilleux instrument permettant l’exploration d’une nature renfermée et particulièrement belle, celle de la rivière ; moyen permettant une vie sociale autrement véritable que celle de la cité, celle du camp.(…)Aujourd’hui soudainement, notre bon vieux bateau est devenu un instrument de compétition… devrons nous pleurer le temps passé ou nous réjouir d’une évolution qui, à certains égards, peut sembler naturelle… »
Un autre phénomène important, dont on trouve la trace en 1951, allait lui aussi modifier les comportements, et par voie de conséquence, réduire considérablement ces manifestations festives qui servaient de supports jusqu’alors au Kayak Ball.
En effet, Monsieur Jacques Jubert constatait : « la pratique généralisée des sports en France n’est pas très ancienne comparée à d’autres grandes nations… et c’est pour ces motifs que « l’esprit de club » est si peu répandu dans notre pays.»
et déplorait :
« …le fait est dû simplement à ce que les sociétaires ne pratiquant plus ou ayant quitté la région, ne restant plus fidèles à leurs couleurs… »
Ce constat montre bien comment les pratiquants eux-mêmes sentaient s’éloigner ce qu’ils appelaient "l’esprit de club".

## La révolution technologique du plastique
Dès le début des années cinquante, une nouvelle technologie allait également révolutionner le monde du canoë-kayak.
Le "plastique" ou plus exactement le polyester, faisait son apparition dans la construction, jusqu’alors très lourde, des canoës et des kayaks. Le constructeur « Cavé » présentait pour la première fois en France, au salon nautique International de Paris en 1953, un canoë à coque moulée en matière plastique :
Dès l’année suivante, en 1954, ce matériau de construction semblait faire la quasi-unanimité grâce « à ses qualités de stabilité et de résistance… ».
Seul le problème de la construction artisanale des bateaux, restait un point qui pouvait compromettre le sérieux, la qualité industrielle et un bas prix de revient.
Comment cette révolution technologique a-t-elle modifié profondément les pratiques du canoë-kayak ? La réponse nous est donnée par Monsieur Daniel Bonigal :
« L’apparition des kayaks en matière plastique vers 1955 pour remplacer les "toilés" ou bien encore les canoës en bois latté, a relancé la pratique individuelle de l’eau vive. Chacun pouvait alors construire son propre bateau puisque des moules circulaient dans les sections régionales. Le GHR, qui commençait à ne plus trouver de "rivières extrêmes" navigables, reprit ses activités pour "ouvrir" quelques nouvelles portions jusqu’alors irréalisables. "
Cette soudaine jouvence pour les activités d’eau vive, allait contribuer à accentuer les difficultés que connaissait la "vie de club" à cause de "l’individualisme" des pratiquants. Cette remarque ne veut en aucun cas correspondre à un jugement de valeur de notre part et ce type de comportement n’est que le prémisse de modalités de pratiques que d’aucun allait appeler : "les pratiques californiennes", vers les années soixante.
Cette "démocratisation" du canoë-kayak (le coût de revient et surtout les facilités de construction permettaient à tous de se procurer "son" kayak) devait aller de pair avec le développement des moyens de locomotion individuels (automobile) et surtout avec l’augmentation du "temps libre".
Durant ces quinze années, on ne retrouve pas la trace de manifestations de Kayak Polo en France, et les sources documentaires étrangères, parfois minimes, ne nous permettent pas non plus d’affirmer la pérennité de cette pratique en Europe.
Pourtant, dès 1970, on note le renouveau du Kayak Polo (enfin découvert sous cette appellation...) en Angleterre, en Allemagne, et en Finlande.
D’autres pays s’associeront à ce renouveau vers 1973 (Australie), en 1976 (Pays-Bas, Espagne), 1977 (Italie)...
Un championnat national est désormais organisé en Angleterre, tous les ans à compter de 1970. Ce championnat qui regroupe une dizaine d’équipes, est en fait une "coupe", formule qui se déroule sur un week-end, lors du salon nautique de Cristal Palace à Londres. Ce point est très important car, c’est en se rendant à ce salon nautique, pour y suivre les évolutions technologiques, qu’un cadre technique français, René Tragaro, découvrira le Kayak Polo et l’importera en Bretagne.
Le Kayak Polo rentre donc, dans ce que l’on pourrait qualifier de "période moderne" à partir des années 1970.

## Étude chrono-géographique de l’émergence du Kayak Polo en France (de 1979 jusqu’à nos jours)[12]
Il semble que "l’entrée" du Kayak Polo en France se fasse vers 1978/79 à partir de la région de Bretagne. René Trégaro, conseiller technique régional de cette ligue, organise avec certains clubs, des matchs de Kayak-balle (ou Kayak Ball) lors de fêtes locales, très prisées dans la région. Le règlement utilise est très voisin de celui des anglais.
Des aménagements locaux sont réalisés pour permettre la pratique de cette nouvelle activité : utilisation de kayak surf (de type sabot notamment puisque ces bateaux étaient souvent utilisés par les Bretons.... La vie festive en Bretagne étant très développée, même encore de nos jours, le Kayak Polo va se structurer assez vite en un petit championnat régional.
En 1981, René Trégaro, revient d’un voyage à Cristal Palace en Angleterre (lieu du "salon nautique" anglais) avec une traduction du règlement anglais et des images de jeu plein les yeux. Une "sélection" de Bretagne participe l’année suivante au tournoi qui y est organisé tous les ans.
La cuisante défaite sur le score de 7 à 0 face à l’équipe anglaise, montre l’écart important qui existait à ce moment entre les deux nations. Cependant, au dire des joueurs présents à l’époque, c’est à ce moment que le Kayak Polo fera réellement son entrée en France. Le jeu anglais était si plaisant et spectaculaires que chacun se sentait motivé pour le pratiquer.
Dès février 1983, les Normands, qui ont eu ces échos du match des bretons en Angleterre, envoient une "délégation" à Cristal Palace, et reviennent eux aussi, enthousiasmés par le jeu d’outre-Manche. Le Kayak Polo, (terme accrédité officiellement en France à la réunion de septembre 1983 à Paris) va connaître ses premières compétitions nationales en juillet 1983.
Lors des championnats de France d’eau vive de Thonon-les-Bains(74- Haute-Savoie), la Fédération Française de Canoë Kayak confie à François Parmentier, alors conseiller technique régional du Dauphiné Savoie, l’organisation d’un tournoi intitulé "coupe de France des Ligues", afin de combler, par une animation nouvelle et spectaculaire, le "trou" entre le slalom et la descente sportive.
La présence des compétiteurs en eau vive dans certaines sélections de ligue, va permettre une importante participation à cette manifestation.
Cependant, parmi les seize équipes présentes, plusieurs sont constituées de joueurs (plus ou moins bien préparés) ayant fait le déplacement uniquement pour le Kayak Polo. C’est le cas notamment de l’équipe normande, qui l’emporte en finale devant la sélection d’Alpes-Provence, constituée, quant à elle, exclusivement de slalomeurs de bon niveau (tous parmi les 20 meilleurs nationaux...)
Cette "opposition" entre la dominante "canoë-kayak" et la dominante "sport collectif", au niveau des joueurs, va perdurer de longues années. On peut retrouver cette dualité qui existait au sortir des années 1940/1950 entre ceux qui préconisaient la pratique du Kayak Polo comme "moyen de formation et d’entraînement à l’eau vive " et ceux qui considéraient que le KAYAK POLO était une discipline où la maîtrise du ballon l’emportait.
1984 devait être l’année des « clubs ». En effet, après l’essai d’une coupe de France de Ligues, la toute "jeune" sous-commission Kayak Polo de la FFCK, décidait la mise en place d’une coupe de France des clubs.
Trois étapes de sélections :
1. deux représentants par ligue sont sélectionnés pour une finale de zone
2. les quatre zones réparties sur la France donnent deux sélectionnés
3. poule finale à Saint-Pierre-de-Bœuf (42- Loire) à huit clubs

On remarque sur la carte, l’extension des régions participant à cette coupe.
Ce sont les Normands du club de Pont-d'Ouilly (14- Calvados) qui l’emportent devant les Bretons de Hennebont (Lorient). On peut déjà parler de tradition pour ces régions à l’origine du Kayak Polo en France.
1985 : pour la première fois, un championnat de France est mis en place. Cependant, on constate l’existence d’une phase finale (à Caen) pour ce championnat.
Il y a donc peu de différence avec une formule "coupe", mais l’intitulé même de "championnat" apporte une dimension nouvelle au "statut" du Kayak Polo français.
Pour ce championnat, on recense une centaine de clubs, mais une quinzaine seulement pratiquent cette activité avec sérieux. C’est le club de Lochrist (Lorient) qui l’emporte devant le club d’Hennebont.
Le véritable championnat de France de Kayak Polo va débuter en 1986. À la suite des résultats de la formule de 1985, un groupe de 8 équipes est sélectionné pour un championnat de première division, avec matchs aller et retour. Un championnat de seconde division est organisé avec 80 équipes. Cette sélection sera à l’origine d’une désaffectation de certains clubs (coût trop élevé des déplacements engendrés par la nouvelle formule). Certaines régions vont donc voir leur club phare s’éteindre.
Une fois de plus c’est le club de Lochrist qui l’emporte devant Pont-d'Ouilly. 1986 sera également l’année de la structuration réelle de l’arbitrage du Kayak Polo en France.
1987 : année internationale pour le Kayak Polo. La Fédération Internationale, qui trouvait en 1985 que : « Le Kayak Polo ralentit son évolution à cause de la disparité des règlements en vigueur… », confie à sa commission Kayak Polo, la mise au point d’un règlement international unique. La lutte fut âpre entre les deux tendances : le jeu à dominante à la main avec but surélevé (Angleterre, Australie, France) et le jeu à dominante à la pagaie avec but sur l’eau (Allemagne, Italie, Pays-Bas).
C’est la première qui devait l’emporter grâce au poids important de l’Australie dans la décision. Cette décision allait permettre un nouvel élan pour la France, qui depuis le début en 1983 avait adopté cette formule. Un choix inverse eût été catastrophique dans notre pays où de nombreux clubs se seraient sans doute découragés.
En 1988 et 1989, le Kayak Polo chercha essentiellement à se structurer au plus haut niveau, cherchant plus à "fidéliser" les clubs participants, qu’à promouvoir le Kayak Polo dans des régions où il n’était que peu représenté.
Le choix politiques de cette période montrent bien cette volonté de crédibiliser d’abord ce qui était fait, plutôt que de disperser l’énergie dans le dépistage de clubs nouveaux. Le championnat de première division devait passer à 12 clubs, tandis que le championnat de seconde division voyait se mettre en place une poule finale à 12 clubs, après des sélections dans six zones (inter-régionales).
La détermination des zones laissait peu de place aux régions déjà défavorisées et le critère essentiel restait le niveau de jeu. Ce choix délibéré pourra peut-être être jugé ultérieurement, mais pour l’instant, il semble bien qu’il ait permis une bien meilleure structuration de l’élite et surtout de maintenir un excellent niveau de jeu, au regard des performances des clubs français lors des rencontres internationales. C’est d’ailleurs en 1989 que la décision de mettre en place une équipe nationale fut prise.
Afin d’éviter de trop grands déplacements pour les clubs débutants ou encore peu engagés, une troisième division (au niveau régional) fut également mise en place, avec une poule finale d’accession en nationale 2. On peut constater un grand pourcentage de désaffection à ce niveau de jeu, et les clubs qui accèdent au niveau supérieur sont parfois dans l’impossibilité (effectif de joueurs ou problèmes financiers à d’effectuer la saison en nationale 2).
1990 ne devait apporter que peut de modifications au niveau de l’implantation du Kayak Polo sur le territoire français. Seules la mise en place effective d’une équipe nationale et de la première "Coupe d’Europe des Nations" en mars à Strasbourg sont à noter.

## Conclusion historique
Le Kayak Polo, comme d’autres sports récents, trouve sa filiation directive au sein de la "famille du Canoë-Kayak". De tous temps, qu’il s’agisse d’une pratique ludique et festive, d’un entraînement pour l’eau vive ou bien une pratique de compétition à part entière, ce sont les pratiquants du canoë-kayak qui composent quasi exclusivement la population des joueurs de Kayak Polo.
Au fil du temps, soumis à des fluctuations importantes, les unes pour des raisons économiques et/ou technologiques, les autres pour des raisons politiques et/ou sociologiques, le Kayak Polo a cherché sa voie parmi le monde sportif. Jamais il ne s’est écarté de ses origines : le canoë-kayak.
Pour reprendre l’expression de Monsieur Daniel Bonigal qui parlait ainsi du Canoë-kayak : « Notre identité, notre spécificité que l’on soit canoéistes ou kayakiste, adepte des eaux vives, de la mer ou de l’eau plate, que l’on cherche à lutter contre ses adversaires, les éléments ou soi-même… c’est l’amour de la pagaie ».
Le fait d’y ajouter une balle ne devait rien changer.